# C/2011 L4 (PANSTARRS)
C/2011 L4 (PANSTARRS) ist ein Komet, der im März/April 2013 in Europa mit dem bloßen Auge sichtbar war. Er wird aufgrund seiner Helligkeit zu den „Großen Kometen“ gezählt.

## Entdeckung und Beobachtung
Der Komet wurde erstmals durch ein Team um R. Wainscoat auf Aufnahmen entdeckt, die am 6. Juni 2011 im Rahmen des Pan-STARRS-Programms mit dem 1,8-m-Teleskop PS1 auf dem Haleakalā (Hawaii) gemacht worden waren. Seine Helligkeit betrug zu diesem Zeitpunkt etwa 19,5 mag und er befand sich in einem Abstand von etwa 7,9 AE von der Sonne, jenseits der Umlaufbahn des Planeten Jupiter. Am folgenden Tag konnte die Entdeckung mit weiteren Aufnahmen des 3,6-m-Teleskops Canada-France-Hawaii Telescope auf dem Mauna Kea bestätigt werden. Nachträglich wurde der Komet auf mehreren Aufnahmen festgestellt, die von verschiedenen Astronomen bereits am 24. und 30. Mai gemacht worden waren. Auch das Pan-STARRS-Teleskop hatte den Kometen bereits auf Aufnahmen vom 21. Mai erfasst.
Erste Berechnungen der Bahn des Kometen zeigten bereits, dass er der Sonne relativ nahe kommen würde und dass es somit möglicherweise ein heller Komet werden würde. Dies machte ihn interessant und er wurde vielfach beobachtet. Ende März 2012 hatte die Helligkeit bereits 14,5 mag erreicht und der Komet konnte in der Folge bis Anfang Oktober 2012, als seine Helligkeit bei 10 mag lag, auch mit großen Amateur-Teleskopen visuell beobachtet werden. Als er Mitte Dezember wieder aus der Dämmerung auftauchte, wurde er zuerst in Australien beobachtet. Anfang Februar 2013 stieg die Helligkeit über 6 mag und der Komet wurde erstmals am 7. Februar in Australien mit bloßem Auge in der Morgendämmerung beobachtet. In den folgenden Wochen konnte der Komet zunächst auf der Südhalbkugel an Morgen- und Abendhimmel, ab Anfang März weltweit in der Abenddämmerung beobachtet werden, es wurde dabei von Helligkeiten bis zu −1 mag und einer Schweiflänge von 0,25° berichtet.
Nach einer kurzen Unterbrechung während seines Vorbeigangs an der Sonne konnte der Komet ab Mitte März wieder in der Abenddämmerung bei einer Helligkeit von 1 mag beobachtet werden, er zeigte einen 3° langen Schweif. Der Komet wanderte weiter in den Nordhimmel, so dass er auf der Nordhalbkugel immer besser beobachtet werden konnte, gleichzeitig nahm seine Helligkeit wieder ab, so dass er Ende April letztmals mit bloßem Auge gesehen werden konnte. Anfang April war er dicht neben der Andromedagalaxie zu beobachten gewesen und am 27. Mai näherte er sich dem Polarstern bis auf einen Winkelabstand von etwa 5° an. Im Juni war die Helligkeit auf etwa 9 mag zurückgegangen, teleskopisch konnte der Komet aber noch bis August 2014 verfolgt werden.

## Wissenschaftliche Auswertung
Bereits im Abstand von über 4 AE von der Sonne wurden bei dem Kometen photometrische Messungen durchgeführt, mit denen die Verlustrate an Staub und der Radius des Kometen gemessen werden konnten.
Mit der Solar Wind Anisotropies (SWAN)-Kamera an Bord des Solar and Heliospheric Observatory (SOHO) wurden Ende Januar bis Ende April 2013 Aufnahmen gemacht, aus denen die Produktionsrate von Wasser in Abhängigkeit vom Sonnenabstand des Kometen abgeleitet wurde. Es wurde eine höhere Produktionsrate vor dem Periheldurchgang festgestellt als danach.
Mit dem ACIS-Spektrometer auf dem Chandra-Röntgenteleskop wurde im April 2013 die Emission des Kometen beobachtet, es wurde eine nur diffuse Röntgenlicht emittierende Region festgestellt.
Am Osservatorio astronomico G.V. Schiaparelli auf dem Berg Campo dei Fiori in Italien wurden hochaufgelöste Spektren des Kometenlichts gewonnen, aus denen das Vorhandensein von Natrium und Kalium und ihr relatives Verhältnis zueinander bestimmt wurden. Lithium wurde nicht gefunden.
Aus der Lichtkurve des Kometen konnte ein unterer Wert für den Durchmesser des Kometen von 2,4 ± 0,3 km abgeleitet werden und dass es sich um einen „dynamisch jungen“ und aktiven Kometen aus der Oortschen Wolke handelte. Mit einer neuartigen Methode, bei der aus der gemessenen Helligkeitsverteilung in der Koma durch ein mathematisches Modell auf die absolute Helligkeit des Kerns geschlossen wird, wurde aus einer photometrischen Beobachtung des Kometen vom 8. Mai 2013 ein effektiver Durchmesser des Kerns von 4,6 ± 0,4 km abgeleitet.

## Umlaufbahn
Für den Kometen konnte aus 5413 Beobachtungsdaten über einen Zeitraum von 3 ¼ Jahren eine temporär hyperbolische Umlaufbahn bestimmt werden, die um rund 84° gegen die Ekliptik geneigt ist. Die Bahn des Kometen steht damit nahezu senkrecht zu den Bahnebenen der Planeten. Im sonnennächsten Punkt (Perihel), den der Komet am 10. März 2013 durchlaufen hat, war er etwa 45,1 Mio. km von der Sonne entfernt und befand sich etwas innerhalb des Bereichs der Umlaufbahn des Merkur. Bereits am 28. Januar hatte er sich der Venus bis auf etwa 109,6 Mio. km genähert und am 4. März passierte er den Merkur im Abstand von etwa 84,3 Mio. km. Die größte Annäherung an die Erde erreichte er am 5. März in einer Distanz von etwa 164,1 Mio. km (1,10 AE). Nach dem Periheldurchgang erfolgte ein weiterer Vorbeigang an der Venus am 12. März in etwa 112,5 Mio. km Abstand und dem Mars näherte sich der Komet am 13. März noch bis auf etwa 189,3 Mio. km an.
Nach den mit einer gewissen Unsicherheit behafteten Bahnelementen und ohne Berücksichtigung von nicht-gravitativen Kräften auf den Kometen hatte seine Bahn lange vor der Passage des inneren Sonnensystems noch eine Exzentrizität von geringfügig unter 1,0000, seine Bahn war nahezu parabolisch. Bei einer Großen Halbachse von über 30.000 AE (etwa ein halbes Lichtjahr) lag seine Umlaufzeit im Bereich von mehreren Millionen Jahren. Der Komet kam aus der Oortschen Wolke und erlebte möglicherweise als „dynamisch junger“ Komet seine erste Passage durch das innere Sonnensystem. Dies könnte auch seinen starken Helligkeitsanstieg bei Annäherung an die Sonne erklären. Durch die Anziehungskraft der Planeten, insbesondere durch relativ weite Vorbeigänge am Saturn am 11. Februar 2012 in etwa 6 ⅔ AE Distanz, am Jupiter am 16. März 2013 in etwa 4 ¾ AE Abstand, und ein weiteres Mal am Saturn am 16. Januar 2015 in etwa 7 ¼ AE Distanz, wurde seine Bahnexzentrizität auf etwa 0,99987 und seine Große Halbachse auf etwa 2250 AE verringert, so dass sich seine Umlaufzeit auf etwa 107.000 Jahre verkürzt.
In einer Untersuchung aus dem Jahr 2020 konnte M. Królikowska unter Verwendung verschiedener Modelle mehrere Sätze von Bahnelementen für den Kometen bestimmen. Sie bevorzugt zur Beschreibung seiner Bahn ein nicht-gravitatives Modell (Modell „n5“) unter Verwendung von insgesamt 5501 Beobachtungen, welches ergibt, dass er sich ursprünglich auf einer elliptischen Bahn mit einer Exzentrizität von 0,9999907 und einer Großen Halbachse von etwa 32.500 AE (Unsicherheit ±1,5 %) mit einer Umlaufzeit von etwa 5,8 Mio. Jahren bewegte. Es handelte sich definitiv um einen „dynamisch neuen“ Kometen, der zuvor noch nicht in Sonnennähe war. Für seine zukünftige Bahn fand sie eine Exzentrizität von 0,99987 und eine Große Halbachse von 2245 AE mit einer Umlaufzeit von etwa 106.000 Jahren.